# Resistencia sin líder
La resistencia sin líder (en inglés: Leaderless resistance) son grupos de resistencia o bien personas individuales capaces de actuar sin líderes.

## Estructura y funcionamiento
Las unidades de la resistencia sin un líder pueden consistir en pequeños grupos independientes formados por células de militantes clandestinos o por lobos solitarios que se oponen al sistema y al gobierno. La resistencia sin líderes puede incluir protestas que van desde la no violencia y la desobediencia civil pacífica, hasta la lucha armada, el terrorismo y otras actividades violentas. Las células que funcionan sin un líder, no tienen una cadena de mando vertical y operan sin un orden jerárquico, pero tienen un propósito común que las une a todas en un movimiento social, de acuerdo con la ideología que estas defienden y han aprendido. La resistencia sin líderes ha sido utilizada por varios movimientos, incluidos el movimiento de liberación animal, el ecologismo radical, el movimiento provida, los grupos de resistencia contra el imperialismo y el colonialismo, los anarquistas, el yihadismo y los grupos de extrema derecha radical. Es un tipo de organización descentralizada y no jerárquica, simple de organizar, pero difícil de eliminar. Sin embargo, en ausencia de un liderazgo firme, una jerarquía clara y unos criterios formales para la membresía y la afiliación, es muy susceptible a la infiltración por parte de agentes encubiertos o incluso de agentes provocadores, ya que cualquiera puede ser miembro y estar afiliado a la organización.

## Características generales
Una célula encubierta puede ser un individuo solitario o un pequeño grupo de combatientes. La característica básica de la estructura es que no existe una comunicación explícita entre las células que actúan contra objetivos comunes. Los miembros de una célula suelen tener poca o ninguna información sobre quién más está luchando en nombre de la causa. Los movimientos sin un líder pueden tener una figura simbólica, puede tratarse de una figura pública, un personaje conocido por la opinión pública, o bien un autor inspirador, que elige las metas y los objetivos genéricos, pero que en realidad no gestiona ni ejecuta los planes. Los medios de comunicación del sistema, suelen crear un bucle de retroalimentación positiva, al publicar las declaraciones del modelo a seguir de un movimiento, esto infunde motivación y simpatía en las mentes de los agitadores potenciales, que a su vez, otorgan más autoridad al personaje público. Aunque esto puede parecerse vagamente a una estructura de mando vertical, es notablemente unidireccional: Un líder titular hace declaraciones a los medios y los activistas pueden responder, pero no hay un contacto formal entre los dos niveles de la organización, como resultado de ello, las células de resistencia sin un líder son resistentes a los informantes, infiltrados y traidores, como no hay un centro de mando y control que pueda ser destruido, ni existen vínculos entre las diferentes células que pueden ser infiltradas, a las autoridades establecidas les resulta más difícil detener el desarrollo de un movimiento de resistencia sin líder, a diferencia de los movimientos que adoptan estructuras jerárquicas más convencionales. Dado el carácter de guerra asimétrica de la resistencia sin líderes, y el hecho de que suele adoptarse estratégicamente ante un desequilibrio de poder, tiene mucho en común con la guerra de guerrillas, aunque esta última estrategia, suele conservar alguna forma de liderazgo organizado y tiene una base social más amplia que las acciones individuales de la resistencia sin líderes. Si se dan las condiciones adecuadas, un movimiento sin líder puede evolucionar hasta convertirse en un grupo insurgente o en un movimiento guerrillero, como los Hermanos del Bosque en los Países bálticos, o la guerrilla Werwolf en Alemania tras la Segunda Guerra Mundial. La resistencia sin líderes a menudo implica resistencia por medios violentos, pero no se limita a ellos. Los grupos no violentos pueden usar la misma estructura para crear, imprimir y distribuir literatura disidente, como el samizdat en la antigua URSS, llevar a cabo boicots contra los opositores políticos a través de Internet, tener una moneda digital alternativa fuera del alcance de los gobiernos que imponen impuestos y de los bancos que registran las transacciones financieras.

## Sistema de células clandestinas
Un sistema de células clandestinas es un método para organizar a un grupo de personas (como combatientes de la resistencia, agentes durmientes o terroristas), de modo que esas personas puedan resistir de manera más efectiva la penetración de una organización opuesta (como las fuerzas del orden o unidades militares). En una estructura celular, cada uno de los pequeños grupos de personas de la célula conocen solamente las identidades de las personas de su propia célula. Por lo tanto, cualquier miembro de la célula que sea detenido e interrogado (o que sea un infiltrado), probablemente no conocerá las identidades de los otros miembros de la organización. La estructura de un sistema de células clandestinas en un movimiento de resistencia sin líderes, debe estar basado en una forma de organización horizontal. Las unidades de fuerzas especiales que realizan operaciones de guerra no convencional y contrainsurgencia, deben tener en cuenta la ideología del grupo, su área operativa, las tecnologías de comunicación disponibles y la naturaleza de la misión a realizar.

## Historia
El concepto de resistencia sin líderes fue desarrollado por el coronel Ulius Louis Amoss, un ex-oficial de inteligencia militar estadounidense, a principios de la década de 1950.  Amoss era un anticomunista convencido, Amoss vio la resistencia sin líderes como una forma de prevenir la penetración y posterior destrucción de las células de resistencia apoyadas por la Agencia Central de Inteligencia (CIA) en los países del antiguo Bloque del Este bajo control soviético. El concepto fue revivido y popularizado en un ensayo publicado por el miembro antigubernamental del Ku Klux Klan Louis Beam en 1983 y nuevamente en 1992. Beam abogó por la resistencia sin líderes como una técnica para que los nacionalistas blancos continuaran su lucha contra el Gobierno federal de los Estados Unidos, a pesar del abrumador desequilibrio existente de fuerzas y recursos. Beam argumentó que las organizaciones piramidales jerárquicas convencionales son extremadamente peligrosas para sus participantes, cuando se emplean en un movimiento de resistencia contra el gobierno, debido a la facilidad de revelar la cadena de mando.  Un enfoque menos peligroso sería convencer a personas de ideas afines para que formen células independientes sin una comunicación estrecha entre ellas, pero que generalmente operan en la misma dirección.